# رواز دوگونادزه
رواز دوگونادزه (به گرجی: რევაზ დოღონაძე)؛(۲۱ نوامبر ۱۹۳۱– ۱۳ می ۱۹۸۵) یک دانشمند نام‌دار حوزه فیزیک، نظریه‌پرداز علمی و استاد تمام دانشگاه دولتی مسکو بود. هم‌چنین او دکترای علوم ریاضی و فیزیک داشت و از بنیان‌گذاران «الکتروشیمی کوانتومی» شناخته می‌شود. وی از سال ۱۹۸۲ عضو آکادمی ملی علوم گرجستان (GNAS) بود.